# George Irvine
George R. Irvine (Seattle, 1º febbraio 1948 – Seattle, 8 maggio 2017) è stato un cestista, allenatore di pallacanestro e dirigente sportivo statunitense, professionista nella ABA e, come allenatore, nella NBA.

## Carriera
Venne selezionato dai Seattle SuperSonics all'ottavo giro del Draft NBA 1970 (125ª scelta assoluta).
Chiuse i Playoff della stagione ABA 1971-1972, giocati con i Virginia Squires, con la più alta percentuale di tiro dal campo della lega di sempre nella post-season, tirando con il 65,1% nelle 11 partite disputate.

## Palmarès
- Miglior tiratore di liberi nei Playoff ABA (1974)
- Più alta percentuale di tiro dal campo dei Playoff ABA in stagione (1972)